# Molí d'en Sabina
El molí d'en Sabina o molí de ca'n Teco és un molí de vent fariner que forma part del molinar de Fartàritx, a Manacor. Actualment s'ubica en el carrer del Remei, 53. Està ja integrat en el nucli urbà; roman, però aïllat, envoltat d'alguns solars buits. Les cases de l'entorn segueixen en general les directrius de l'arquitectura popular. Destaca sobre la llinda un sol amb la inscripció “IHS” al centre. Al 2020 es va obrir un expedient d’infracció urbanística per realizar obres sense permís.

## Tipologia i elements
El molí d'en Sabina presenta una base de tres cossos i una sola planta d’altura, bastant baixa. El parament combina la paret verda i els carreus de marès. A la façana de migjorn s’obre un portal allindanat i s’hi adossa una escala exterior que permet l’accés a l’envelador. A la façana nord s’obren una finestra i un finestró. A la façana est s’obre un finestró. Davant la façana principal es localitza una cisterna de capelleta. L’interior es configura mitjançant voltes de canó. La torre fou rebaixada i actualment només presenta un sostre. Sobre la torre es localitza una caseta feta amb peces de llivanya. A la façana de migjorn s’obre un portal allindanat emmarcat en marès. Sobre la llinda es localitza un sol amb la inscripció “IHS” al centre. No conserva cap peça de la maquinària.